# گرند بگوئینژ، لوون

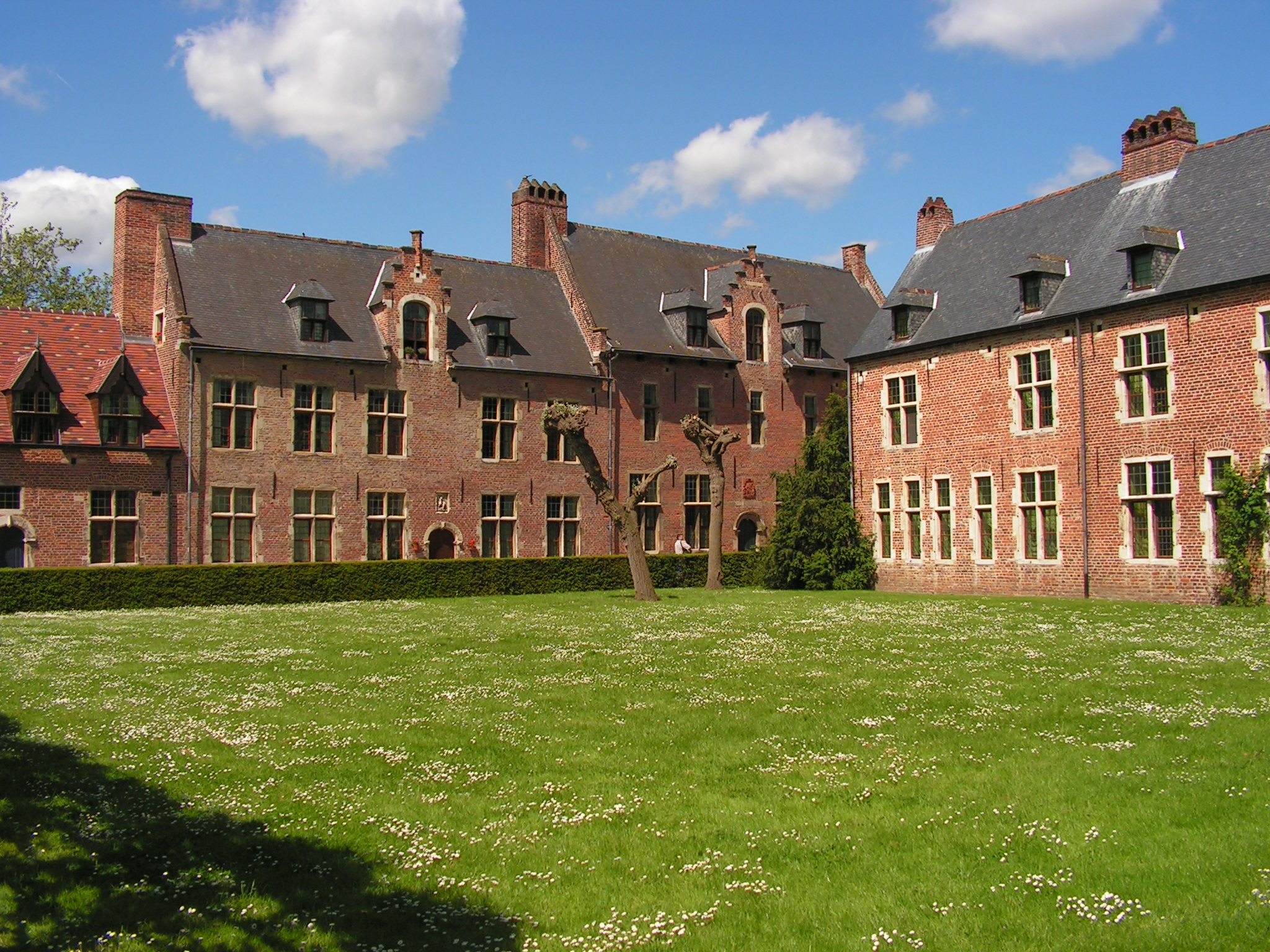
خانه ای در گرند بگوئینژ، لوون

گرند بگوئینژ (به لاتین: Groot Begijnhof) یک منطقهٔ مسکونی در بلژیک است که در لون واقع شده‌است.